# Vicente Gómez
Vicente Gómez (Madrid, 1911. július 8. – Amerikai Egyesült Államok, 2001. december 23.) spanyol gitáros, zeneszerző, hangszerelő és zenepedagógus.

## Pályakép
Nyolcévesen apja kocsmájában tanult gitározni. Tizenkétévesen Quintín Esquembre Sáeznél tanult, aki Francesc d'Assís Tàrrega i Eixea tanítványa volt a madridi Real Conservatorioban.
1924-ben volt első koncertje. 1932-33 között számos országban koncertezett: szrte Afrikában, Olaszországban és Oroszországban. 1936-ban meghívták Leningrádba, de a spanyol polgárháború ugyanazon a napon kezdődött el, amikor fellépett volna. Gómez a polgárháború alatt rokonszenvezett a köztársaságiakkal, és mivel egyre több köztársársasági került börtönbe, Franciaországba ment; Kubában és Mexikóban koncertezett.
1937-ben egy amerikai ügynök egy rádióadás hallgatása közben rátalált Gómezra, és rávette, hogy jöjjön New Yorkba. Gómeznek hamarosan saját rádióműsora lett volt az Egyesült Államokban. A Decca Records 1939-ben adta ki első albumát.
1941-ben Alfred Newman felkérte Gómezt, hogy a 20th Century Studios számára komponálja meg  a Blood and Sand hzenéjét flamencoval és klasszikus gitárzenével.
Gomez 1943-ban amerikai állampolgárságot kapott. Szolgált az amerikai hadseregben, majd 1946-ban népszerű éjszakai klubot nyitott a La Zambra néven New Yorkban. A The Classical Guitar Society of New York elnöke lett.
1953-ban Los Angelesbe költözött, ahol megnyitotta az Academy of Spanish Arts-ot, ahol a klasszikus- és flamenco gitárt, -táncot, a balettet és spanyol nyelvet tanítottak.
A következő néhány évben filmzenéket írt, kisérőzenét Federico García Lorca darabjához, a Blood Wedding-hez. Zenét szerzett egy Francisco Goyáról szóló dokumentumfilmhez, és komponált egy versenyművet gitárra és zenekarra.
Beszélt angolul, spanyolul, katalánul, oroszul, németül, franciául.
90 évesen halt meg Burbankban (Kalifornia).

## Albumok
- https://www.discogs.com/artist/1270571-Vicente-Gomez?anv=Vicente%20Gomez&filter_anv=1

## Filmek
- Vicente Gómez az IMDb-n